# Manuchar Tschadaia
Manuchar Tschadaia (georgisch მანუჩარ ცხადაია; * 19. März 1985 in Chobi) ist ein georgischer Ringer.

## Karriere
Manuchar Tschadaia gewann bei den Weltmeisterschaften 2009 und 2011 jeweils die Silbermedaille im Leichtgewicht. Bei den Olympischen Sommerspielen 2012 in London gewann er im Leichtgewicht die Bronzemedaille. Bei den Ringer-Europameisterschaften konnte er eine Silber- (2012) und eine Bronzemedaille (2009) gewinnen.